# Jochimowo
Jochimowo (biał. Яўхімова, ros. Евхимово) – wieś na Białorusi, w obwodzie mińskim, w rejonie mińskim, w sielsowiecie Łochowska Słoboda.
Dawniej folwark. Znajduje się tu skrzyżowanie drogi magistralnej M4 z drogą magistralną M5 (która tu bierze swój początek).